# Lăpușata
Lăpușata è un comune della Romania di 2 427 abitanti, ubicato nel distretto di Vâlcea, nella regione storica dell'Oltenia. 
Il comune è formato dall'unione di 7 villaggi: Berești, Brosteni, Mijați, Sărulești, Scorușu, Șerbănești, Zărnești.
La sede comunale è ubicata nell'abitato di Sărulești.